# Carmen Salinas
Pour les articles homonymes, voir Salinas.
Carmen Salinas, née Carmen Salinas Lozano le 5 octobre 1939 à Torreón (Mexique) et morte le 9 décembre 2021 à Jalisco, est une actrice mexicaine de cinéma, de théâtre et de télévision. Elle a fait une incursion dans la politique avec le Parti révolutionnaire institutionnel (PRI).

## Biographie
Elle est d'abord dame de compagnie sous la direction de Ernesto Alonso dans des productions comme La vecindad, La frontera, Sublime redención et El chofer.
La ville de Guadalajara, dans l'État de Jalisco, lui a rendu hommage pour l'ensemble de sa carrière artistique pour ses 82 ans. Par exemple, elle a été numéro un avec la mise en scène de la pièce de théâtre Aventurera, qui a été jouée sur les principales places de la république mexicaine. Elle est une des célébrités mexicaines avec Mario Zaragoza, Roberto Sosa (es) et Jesús Ochoa. Elle a eu comme partenaire l'acteur américain Denzel Washington dans le film Hombre en llamas qui a été tourné en divers lieux au Mexique et de Puebla.
Elle meurt le 9 décembre 2021 à Jalisco, à l'âge de 82 ans.

## Filmographie partielle

### Cinéma
- 1978 : El lugar sin límites d'Arturo Ripstein
- 2000 : Sexo por compasión de Laura Mañá
- 2005 : Espinas : Doña Lucha
- 2007 : La misma luna : Doña Carmen, dite La Coyota
- 2007 : Veritas, Prince of Truth : Elva María
- 2008 : Victorio
- 2009 : Me importas tú... y tú
- 2009 : Desdémona: Una historia de amor
- 2009 : Labios rojos : Señorita Claudia
- 2009 : Martín al amanecer : Elpidia
- 2010 : Cartas a Elena : Vieja Zamora
- 2010 : Hermoso silencio : Luz
- 2011 : ¿Alguien ha visto a Lupita? : Chepita
- 2011 : Norte estrecho : Charo
- 2011 : La otra familia : Doña Chuy
- 2011 : 4 maras : Doña Cruz
- 2014 : El Crimen del Cácaro Gumaro
- 2022 :  The Valet  : Cécilia

### Telenovelas
- 1992-1993 : María Mercedes : Doña Filogonia
- 1995-1996 : María la del barrio : Agripina Pérez
- 1996 : La antorcha encendida : Doña Camila de Foncerrada
- 1997-1998 : Mi pequeña traviesa : Doña Mati
- 1998 : Preciosa : Doña Pachis
- 2000-2001 : Abrázame muy fuerte : Celia Ramos
- 2002 : Entre el amor y el odio : Chelo
- 2003-2004 : Velo de novia : Malvina González
- 2006-2007 : Mundo de fieras : Candelaria Gómez Vda. de Barrios
- 2009-2010 : Hasta que el dinero nos separe : Arcadia Alcalá Vda. de Del Rincón
- 2010-2011 : Triunfo del amor : Milagros Nieves
- 2012-2013 : Porque el amor manda : Luisa "Chatita" Herrera
- 2014-2015 : Mi corazón es tuyo : Yolanda vda. de Vázquez de Castro
- 2016 : Sueño de amor : Margarita Manzanares

### Programmes télévisés
- 2013 : Parodiando : juré
- 2014 : Estrella2 : invité

### Théâtre
- 1997-2013 : Aventurera